# Xavier Torres Buigues
Xavi Torres, właśc. Xavier Torres Buigues (ur. 21 listopada 1986 w Jávei) – hiszpański piłkarz występujący na pozycji pomocnika.